# Imperial Lighthouse Service
Der Imperial Lighthouse Service war eine Leuchtturmbehörde des Britischen Weltreichs.
Neben Trinity House (zuständig für England, Wales, Gibraltar und die Falklandinseln), dem Northern Lighthouse Board (zuständig für Schottland und die Isle of Man) und den Commissioners of Irish Lights (zuständig für die Insel Irland) war der Imperial Lighthouse Service als vierte Institution verantwortlich für den Bau, den Unterhalt und die Versorgung von Schifffahrtszeichen in den britischen Kolonien. Er war dem Board of Trade unterstellt.
Nach dem Zerfall des Britischen Weltreichs wurden viele Schifffahrtszeichen von den neuen unabhängigen Staaten übernommen und der Imperial Lighthouse Service in den 1970er Jahren aufgelöst.